# Mfiondu Kabengele
Mfiondu Kabengele (Burlington, 14 agosto 1997) è un cestista canadese.

## Biografia
È figlio di Thsilongo e Thsimanga Kabengele, originari della Repubblica Democratica del Congo. Suo zio materno era l'ex cestista Dikembe Mutombo.

## Carriera

### College
Dopo aver trascorso un anno di preparazione al Don Bosco Institute di Crown Point, Indiana, Mfiondu passa ai Florida State Seminoles. Nel suo primo anno non trova molto spazio, ma, nella stagione successiva 2017-18, riesce a ritagliarsi un ruolo centrale nella squadra allenata da Leonard Hamilton. Per i Seminoles la stagione finisce con l'eliminazione alle finali regionali da parte dei Michigan Wolverines, e Mfiondu conclude con una media di 7,2 punti e 4,6 rimbalzi a partita.
L'anno successivo Kabengele non gioca neanche una partita nel quintetto base, ma riesce comunque a farsi notare chiudendo la stagione con una media di 13,2 punti, 5,9 rimbalzi e 1,5 stoppate a partita. I Seminoles quell'anno arrivano fino alle Sweet Sixteen (le semifinali regionali), venendo infine sconfitti dai Gonzaga Bulldogs.

### NBA
Nel 2019 si dichiara eleggibile per il Draft NBA. Viene quindi selezionato come 27ª scelta assoluta dai Brooklyn Nets, che lo cedono subito ai Los Angeles Clippers, in cambio di Jaylen Hands e una prima scelta futura. Poi viene preso dai Cleveland Cavaliers nel ruolo di ala grande. Tiene una media di 2,4 punti, 1,5 rimbalzi e 0,4 assist.

## Statistiche

### NCAA
| Anno      | Squadra             | PG | PT | MP   | TC%  | 3P%  | TL%  | RP  | AP  | PRP | SP  | PP   |
| --------- | ------------------- | -- | -- | ---- | ---- | ---- | ---- | --- | --- | --- | --- | ---- |
| 2017-2018 | Fl. State Seminoles | 34 | 0  | 14,8 | 49,1 | 38,5 | 65,7 | 4,6 | 0,3 | 0,4 | 0,9 | 7,2  |
| 2018-2019 | Fl. State Seminoles | 37 | 0  | 21,6 | 50,2 | 36,9 | 76,1 | 5,9 | 0,3 | 0,6 | 1,5 | 13,2 |
| Carriera  | Carriera            | 71 | 0  | 18,3 | 49,8 | 37,4 | 72,4 | 5,3 | 0,3 | 0,5 | 1,2 | 10,3 |

#### Massimi in carriera
- Massimo di punti: 26 vs Boston (20 gennaio 2019)[4]
- Massimo di rimbalzi: 12 (3 volte)
- Massimo di assist: 2 (4 volte)
- Massimo di palle rubate: 2 (6 volte)
- Massimo di stoppate: 4 (3 volte)
- Massimo di minuti giocati: 38 vs Virginia Tech (5 marzo 2019)

### NBA

#### Regular season
| Anno      | Squadra             | PG | PT | MP   | TC%  | 3P%  | TL%  | RP  | AP  | PRP | SP  | PP  |
| --------- | ------------------- | -- | -- | ---- | ---- | ---- | ---- | --- | --- | --- | --- | --- |
| 2019-2020 | L.A. Clippers       | 12 | 0  | 5,4  | 43,8 | 45,0 | 100  | 0,9 | 0,2 | 0,2 | 0,2 | 3,5 |
| 2020-2021 | L.A. Clippers       | 23 | 0  | 4,1  | 28,1 | 22,2 | 83,3 | 0,6 | 0,2 | 0,1 | 0,1 | 1,2 |
| 2020-2021 | Cleveland Cavaliers | 16 | 0  | 11,6 | 42,1 | 28,1 | 78,6 | 2,9 | 0,8 | 0,4 | 0,6 | 4,3 |
| 2022-2023 | Boston Celtics      | 4  | 0  | 9,0  | 28,6 | 0,0  | 100  | 2,5 | 0,0 | 0,5 | 0,0 | 1,5 |
| Carriera  | Carriera            | 55 | 0  | 6,9  | 38,3 | 30,1 | 85,2 | 1,5 | 0,3 | 0,2 | 0,3 | 2,6 |

#### Massimi in carriera
- Massimo di punti: 14 vs Dallas Mavericks (9 maggio 2021)[5]
- Massimo di rimbalzi: 10 vs Brooklyn Nets (16 maggio 2021)
- Massimo di assist: 3 vs Washington Wizards (30 aprile 2021)
- Massimo di palle rubate: 2 (2 volte)
- Massimo di stoppate: 3 (2 volte)
- Massimo di minuti giocati: 23 vs Dallas Mavericks (9 maggio 2021)

### G League
| Anno       | Squadra       | PG  | PT | MP   | TC%  | 3P%  | TL%  | RP   | AP  | PRP | SP  | PP   |
| ---------- | ------------- | --- | -- | ---- | ---- | ---- | ---- | ---- | --- | --- | --- | ---- |
| 2019-2020  | A.C. Clippers | 27  | 27 | 31,2 | 48,2 | 32,3 | 81,0 | 9,3  | 1,4 | 1,3 | 2,0 | 18,7 |
| 2021-2022† | R.G.V. Vipers | 33  | 30 | 29,3 | 58,4 | 40,0 | 78,2 | 9,6  | 1,7 | 0,8 | 1,0 | 17,5 |
| 2022-2023  | Maine Celtics | 42  | 39 | 30,2 | 58,9 | 30,7 | 74,2 | 10,4 | 2,3 | 0,7 | 1,4 | 19,1 |
| Carriera   | Carriera      | 102 | 96 | 30,2 | 55,5 | 33,7 | 77,0 | 9,9  | 1,8 | 0,9 | 1,4 | 18,5 |

### Eurocup
| Anno      | Squadra       | PG | PT | MP   | TC%  | 3P%  | TL%  | RP  | AP  | PRP | SP  | PP   |
| --------- | ------------- | -- | -- | ---- | ---- | ---- | ---- | --- | --- | --- | --- | ---- |
| 2023-2024 | Reyer Venezia | 2  | 0  | 22,2 | 50,0 | 0,0  | 75,0 | 7,0 | 2,0 | 0,5 | 2,5 | 12,0 |
| 2024-2025 | Reyer Venezia | 18 | 18 | 26,1 | 62,8 | 38,1 | 71,1 | 9,7 | 1,5 | 1,1 | 0,6 | 15,4 |
| Carriera  | Carriera      | 20 | 18 | 25,7 | 61,5 | 36,4 | 71,4 | 9,4 | 1,6 | 1,0 | 0,8 | 15,1 |

## Palmarès
Club
Campione NBA G League: (2022)
RGV Vipers: 2022

## Individuale
- All-Eurocup First Team: 1

Reyer Venezia: 2024-2025